# Ixorida interrupta
Ixorida interrupta är en skalbaggsart som beskrevs av Jan Krikken 1979. Ixorida interrupta ingår i släktet Ixorida och familjen Cetoniidae. Inga underarter finns listade i Catalogue of Life.